# جبل فيليبيت
جبل فيليبيت، جبل يقع في كرواتيا، يبلغ ارتفاعه 1757 متر.

## المناخ
يظهر الجدول التالي التغييرات المناخية على مدار السنة لجبل فيليبيت:
| البيانات المناخية لـجبل فيليبيت                          | البيانات المناخية لـجبل فيليبيت | البيانات المناخية لـجبل فيليبيت | البيانات المناخية لـجبل فيليبيت | البيانات المناخية لـجبل فيليبيت | البيانات المناخية لـجبل فيليبيت | البيانات المناخية لـجبل فيليبيت | البيانات المناخية لـجبل فيليبيت | البيانات المناخية لـجبل فيليبيت | البيانات المناخية لـجبل فيليبيت | البيانات المناخية لـجبل فيليبيت | البيانات المناخية لـجبل فيليبيت | البيانات المناخية لـجبل فيليبيت | البيانات المناخية لـجبل فيليبيت |
| الشهر                                                    | يناير                           | فبراير                          | مارس                            | أبريل                           | مايو                            | يونيو                           | يوليو                           | أغسطس                           | سبتمبر                          | أكتوبر                          | نوفمبر                          | ديسمبر                          | المعدل السنوي                   |
| -------------------------------------------------------- | ------------------------------- | ------------------------------- | ------------------------------- | ------------------------------- | ------------------------------- | ------------------------------- | ------------------------------- | ------------------------------- | ------------------------------- | ------------------------------- | ------------------------------- | ------------------------------- | ------------------------------- |
| الدرجة القصوى °م (°ف)                                    | 12.5 (54.5)                     | 13.8 (56.8)                     | 16.5 (61.7)                     | 19.4 (66.9)                     | 23.1 (73.6)                     | 24.4 (75.9)                     | 27.6 (81.7)                     | 28.2 (82.8)                     | 27.2 (81.0)                     | 20.6 (69.1)                     | 19.2 (66.6)                     | 14.6 (58.3)                     | 28.2 (82.8)                     |
| متوسط درجة الحرارة الكبرى °م (°ف)                        | −0.7 (30.7)                     | −0.9 (30.4)                     | 1.4 (34.5)                      | 4.4 (39.9)                      | 10.1 (50.2)                     | 13.6 (56.5)                     | 16.6 (61.9)                     | 16.9 (62.4)                     | 12.6 (54.7)                     | 8.4 (47.1)                      | 3.2 (37.8)                      | 0.5 (32.9)                      | 7.2 (45.0)                      |
| المتوسط اليومي °م (°ف)                                   | −3.5 (25.7)                     | −4.0 (24.8)                     | −1.7 (28.9)                     | 1.2 (34.2)                      | 6.5 (43.7)                      | 9.9 (49.8)                      | 12.5 (54.5)                     | 12.4 (54.3)                     | 8.9 (48.0)                      | 5.0 (41.0)                      | 0.2 (32.4)                      | −2.4 (27.7)                     | 3.8 (38.8)                      |
| متوسط درجة الحرارة الصغرى °م (°ف)                        | −6.1 (21.0)                     | −6.5 (20.3)                     | −4.3 (24.3)                     | −1.2 (29.8)                     | 3.8 (38.8)                      | 7.0 (44.6)                      | 9.4 (48.9)                      | 9.5 (49.1)                      | 6.2 (43.2)                      | 2.4 (36.3)                      | −2.3 (27.9)                     | −5.0 (23.0)                     | 1.1 (34.0)                      |
| أدنى درجة حرارة °م (°ف)                                  | −24.5 (−12.1)                   | −28.6 (−19.5)                   | −22.6 (−8.7)                    | −14.5 (5.9)                     | −9.8 (14.4)                     | −3.1 (26.4)                     | 0.2 (32.4)                      | −2.0 (28.4)                     | −3.8 (25.2)                     | −11.5 (11.3)                    | −16.8 (1.8)                     | −24.2 (−11.6)                   | −28.6 (−19.5)                   |
| الهطول مم (إنش)                                          | 144.7 (5.70)                    | 147.2 (5.80)                    | 147.0 (5.79)                    | 179.3 (7.06)                    | 154.7 (6.09)                    | 156.4 (6.16)                    | 86.5 (3.41)                     | 121.8 (4.80)                    | 180.4 (7.10)                    | 215.9 (8.50)                    | 245.6 (9.67)                    | 204.0 (8.03)                    | 1٬983٫4 (78.09)                 |
| متوسط أيام هطول الأمطار (≥ 0.1 mm)                       | 14.7                            | 14.1                            | 14.4                            | 16.1                            | 13.6                            | 13.6                            | 9.6                             | 9.4                             | 11.7                            | 13.7                            | 15.0                            | 15.4                            | 161.3                           |
| متوسط الأيام المثلجة (≥ 1.0 cm)                          | 29.1                            | 27.2                            | 29.8                            | 27.9                            | 9.9                             | 1.0                             | 0.0                             | 0.0                             | 0.5                             | 4.7                             | 16.1                            | 27.6                            | 173.9                           |
| متوسط الرطوبة النسبية (%)                                | 80.6                            | 79.8                            | 80.4                            | 81.1                            | 78.6                            | 77.1                            | 72.6                            | 73.5                            | 77.9                            | 80.8                            | 82.6                            | 81.4                            | 78.9                            |
| ساعات سطوع الشمس الشهرية                                 | 99.2                            | 115.8                           | 145.7                           | 156.0                           | 217.0                           | 237.0                           | 297.6                           | 282.1                           | 204.0                           | 142.6                           | 96.0                            | 89.9                            | 2٬082٫9                         |
| نسبة وصول أشعة الشمس                                     | 35                              | 40                              | 40                              | 41                              | 51                              | 55                              | 67                              | 68                              | 55                              | 42                              | 34                              | 34                              | 49                              |
| المصدر: Croatian Meteorological and Hydrological Service |                                 |                                 |                                 |                                 |                                 |                                 |                                 |                                 |                                 |                                 |                                 |                                 |                                 |